# Kadod
Kadod är en ort i Indien.   Den ligger i distriktet Sūrat och delstaten Gujarat, i den centrala delen av landet, 900 km söder om huvudstaden New Delhi. Kadod ligger 42 meter över havet och antalet invånare är 16 747.
Terrängen runt Kadod är mycket platt, och sluttar västerut. Runt Kadod är det tätbefolkat, med 530 invånare per kvadratkilometer. Närmaste större samhälle är Bārdoli, 15,3 km sydväst om Kadod. Trakten runt Kadod består till största delen av jordbruksmark.